# Vilaja
Vilaja (739 m) – góra w Chorwacji, w Dalmacji, część Gór Dynarskich.

## Opis
Leży ok. 10 km na północny zachód od Trogiru. Jej najwyższym szczytem jest Crni vrh (739 m n.p.m.). W szerszym ujęciu obejmuje także sąsiednią górę Boraję. Jest zbudowana z wapienia.
Wzdłuż jej północnego podnóża poprowadzono drogę Ražine – Vrpolje – Boraja – Seget Gornji – Trogir, a wzdłuż południowego drogę Primošten – Kruševo – Trogir.